# 默拉舒鄉

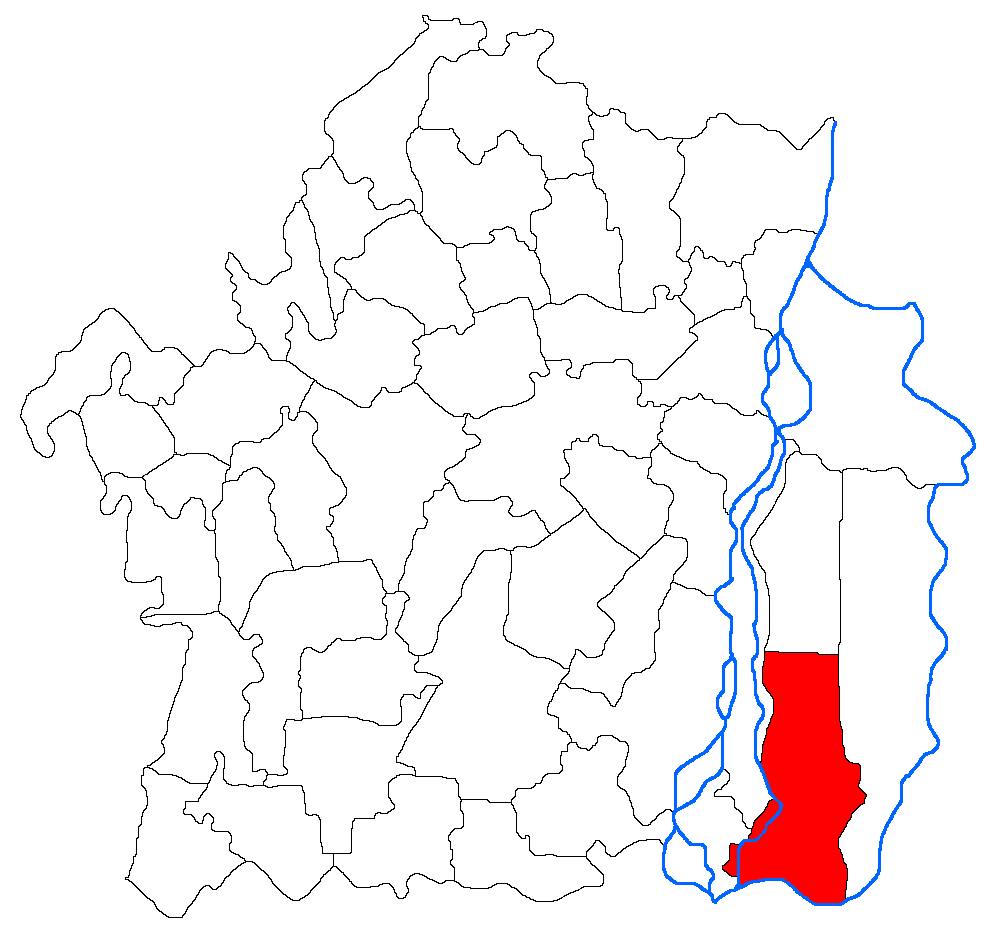
布勒伊拉縣

44°51′N 27°58′E / 44.850°N 27.967°E
默拉舒鄉（羅馬尼亞語：Comuna Mărașu, Brăila），是羅馬尼亞的鄉份，位於該國東南部，由布勒伊拉縣負責管轄，面積61平方公里，海拔高度12米，2007年人口3,288，人口密度每平方公里54人。